# Sport athlétique verdunois rugby
Sport athlétique verdunois rugby is een Franse rugbyclub in Verdun.
De club werd opgericht in 1921. Verdun was een garnizoenstad waar in de Eerste Wereldoorlog fel slag geleverd werd en veel militairen speelden bij SA Verdun.  De club speelt haar thuiswedstrijden in het Parc de Londres in Verdun. 